# Дударов, Сафар Джамботович
Сафар Джамботович Дударов (23 октября 1888, Карджин, Российская империя — 30 октября 1920, Аракани, Российская империя) — революционный деятель начала XX века, 1-й председатель Дагестанской областной ЧК.

## Биография
Дударов родился 23 октября 1892 в селе Карджин, Владикавказского округа Терской области в крестьянской семье. По национальности — осетин. С 1898 по 1908 гг. — учёба во Владикавказском реальном училище. В училище приобщается к революционным идеям. Принимает активное участие в революции 1905 года.
В 1908 году поступает на механическое отделение Московского технического училища.
После февральской революции 1917 года возвращается на Кавказ, участвует в Первом Горском съезде, сформировавшего ЦК Союза объединенных горцев Северного Кавказа и Дагестана. Избирается членом данного ЦК, являясь затем и членом Горского правительства, до его разгона Деникиным в Т-Х — Шуре в мае 1919 г., принадлежа к числу его сторонников на Автономию в составе РСФСР.
С 7.11.1917 г. по 2.1.1918 г. комиссар милиции в начале Владикавказского, а затем Назрановского округа. С началом гражданской войны и после ликвидации советской власти на Кавказе, а затем и Горского правительства в Т-Х-Шуре, уехал в Азербайджан. По поднятии антиденикинского восстания вернулся в Дагестан, где вошел в состав Совета обороны Северного Кавказа и Дагестана, являясь членом его Президиума руководящего постанческой Армией Свободы Дагестана. В начале 1920 года, после гибели командира Дербентского повстанческого фронта Казима Рамазанова, являлся политическим комиссаром данного фронта. В марте 1920 г. по разгрому Деникина на всей территории Дагестана и образованию правительства — Рев. Совета Обороны, трансформировавшегося с 11 апреля в Ревком Дагестана (пред. Д.Коркмасов), Сафар Дударов был назначен заместителем председателя Даг. Ревкома.
26 апреля 1920 году, согласно решению ДагРевкома о создании Чрезвычайной комиссии по борьбе с контрреволюцией, саботажничеством и спекуляцией, её председателем был назначен С. Дударов. Им была организована работа по формированию аппарата комиссии, подбору кадров и налаживанию работы.
В сентябре 1920 года в Дагестане началось крупное антисоветское восстание, возглавляемое Нажмудином Гоцинским, одним из центров которого был аул Аракани. На подавление восстания в Аракани из Темир-Хан-Шуры был направлен отряд из 500 красноармейцев, позже к нему присоединился отряд особого назначения во главе с С. Дударовым. В ходе боёв отряд красноармейцев был разбит, бо́льшая часть бойцов была убита или взята в плен. Пленён был и С. Дударов, который 30 октября 1920 года был убит. "Памяти Сафара Дударова!" Были посвящены очень подробные воспоминания А. Тахо — Годи (газета «Красный Дагестан», № 224,225 за 22-23.12.1922 г.

## Память
В честь Дударова С.Д названы улицы в городах: Буйнакск и Кизилюрт, в селах: Карабудахкент, Унцукуль, Хунзах.
- Улица Сафара Дударова — прежнее название улицы Сулейманова в Махачкале.

Его памяти посвящён рассказ Романа Фатуева «Смерть Сафара» и историко-документальный очерк «Сафар Дударов» С. И. Сулейманова.